# Francisco de Orellana

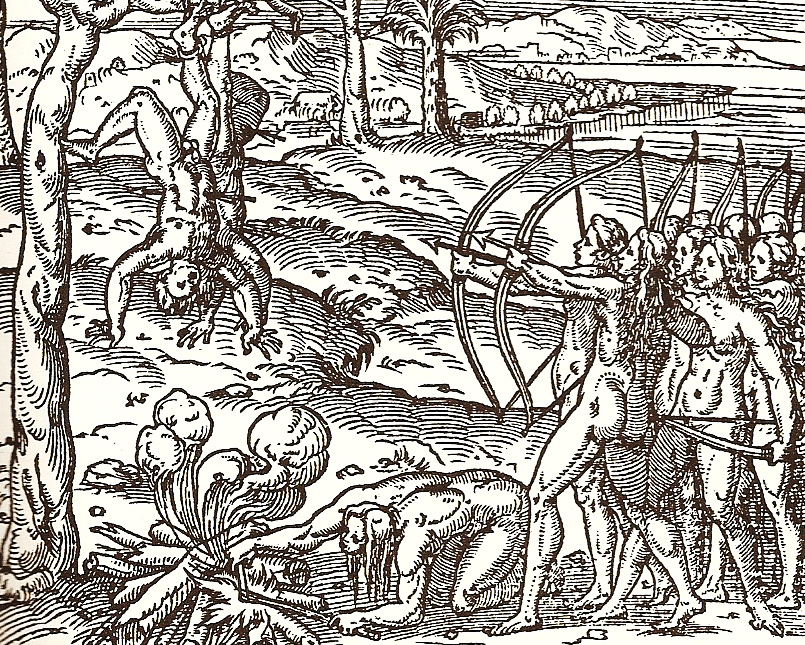
«Com les amazones tracten als que capturen»: Litografia del libre d'André Thevet sobre la colonització francesa del Brasil, en la que apareixen les tribus de dones guerreres del Riu Amazones.

Francisco de Orellana (Trujillo, Corona de Castella, 1511 - delta del riu Amazones, Brasil, novembre de 1546) fou un explorador, conquistador i adelantado espanyol. Participà en la conquesta de l'Imperi inca i posteriorment fou nomenat governador de diverses poblacions. El 1542 va completar la primera navegació sencera del riu Amazones.

## Biografia

Primer mapa de l'expedició entre 1541 i 1542

Se'n sap molt poc dels primers anys d'Orellana, perquè la primera vegada que surt el seu nom és en la Conquesta espanyola de l'Imperi Inca, en la que va participar al costat de Francisco Pizarro, el seu amic de la infància. A finals de 1538 Pizarro organitzà una expedició composta per 300 espanyols i 4.000 indígenes, al comandament del seu germà Gonzalo, i poc després de la seva sortida de Quito se li uní Orellana amb 50 genets, i fou nomenat segon de les seves tropes.
Per espai de molts dies seguiren el curs del riu Coca, en el que recolliren una bona quantitat d'or, però hagueren de suspendre el viatge per haver acabat les provisions, sent comissionat Orellana amb 50 homes per anar a cercar-les. A tal efecte construïren una embarcació i en ell baixaren pel riu Coca fins a arribar al Napo, que ningú coneixia fins llavors, pel que Orellana concebi el projecte de governar pel seu conte aquell territori. S'hi oposaren alguns dels expedicionaris, i Orellana els abandonà, continuant el viatge en companyia dels seus incondicionals. Després d'algun temps arribaren a un lloc habitat per uns indis d'indole pacifica que els i dispensaren una cordial acollida, advertint-los que es lliuressin, en canvi, dels de la veïna regió. els coniapayaras (amazones).
L'abril de 1541 renovaren el seu viatge pel riu i el mes següent desembarcaren en la província de Machiparo, sent rebut hostilment per uns 12.000 indis, que els obligaren a reembarcar-se, i per fi pogueren posar-se a salv després d'una persecució de dos dies. Per espai de 200 llegües pogueren avançar sense trobar cap ésser humà viu, detenint-se en la confluència d'un riu, al qual posà el nom de Trinidad, com abans n'havia batejat un altre amb el nom d'Orellana. Seguint el curs d'aquell riu arribaren al país dels paguanes, on foren hostilitzats pels pels naturals, i des d'allà es traslladaren al que Orellana anomenà dels Picotes, perquè veié caps humans clavats en piques.
El juliol de 1541 es trobaven els expedicionaris en una comarca governada pels coniapayares, una tribu de dones guerreres "altes i rosses, nues i armades amb llargues fletxes" que inspiraren la comparació amb les Amazones i la denominació del riu. Després de sostindre diversos combats amb elles, victoriosos pels espanyols, s'embarcaren de nou sense parar, en un espai de 150 llegües i deixant darrere una comarca habitada, a la que denominaren San Juan, foren atacats pels indígenes en passar per davant d'unes illes governades per un tal Caripuna, nom al qual donaren a aquell territori. Per fi, i després de no pocs perills i d'haver recorregut unes 1.800 llegües en vuit mesos, desembocaren a l'oceà Atlàntic Equatorial, sent els primers que havien explorat el cabalós Amazones.
Orellana passà a Espanya per donar comptes dels seus descobriments, i demanà i assolí el govern de tot aquell territori i el permís per unir aquell país amb la Nova Andalusia. Amb aquest motiu formà una nova expedició, reclutant 400 espanyols, molts d'ells nobles, i tots partiren en quatre navilis de Sanlúcar de Barrameda l'11 de maig de 1544, perdent en la travessia fins a les Canàries una de les embarcacions i més de 100 homes, i quan arribà a la desembocadura del riu Marañón només li'n restaven dos vaixells i menys de la meitat de la gent.
Després d'haver remuntat el corrent del riu unes 100 llegües, es deturà per a construir un bergantí amb les restes d'una altra de llurs embarcacions (la tercera) que havia perdut. En aquest punt, 57 dels seus companys van morir de fam i, 30 llegües més amunt, quan van perdre l'últim del navilis que sortiren de Sanlúcar de Barrameda, moriren encara altres expedicionaris. El mateix Orellana, extenuat per l'expedició i la manca de provisions, morí també en els voltants de Montealegre. Els restants expedicionaris entre els que hi figurava la vídua d'Orellana, pogueren arribar al mar i desembarcaren, per acabar, a l'illa Margarita.